# Пу'ука'оку
Пу'ука'оку (англ. Pu'uka'oku Falls) — водоспад у США, на острові Молокаї (Гаваї).

## Географія
Водоспад розташований у північно-східній частині острова Молокаї Гавайського архіпелагу, на короткому сезонному безіменному руслі, і падає через край однієї із прибережних скель (між долинами Пелекуну — на заході, та Вайлау — на сході), за 0,7 км на схід від найвищого водоспаду США і Гаваїв — Олоупена (900 м).
Вода водоспаду падає вниз кількома уступами у глибокий каньйон, з висоти в 840 м. За висотою, водоспад Пу'ука'оку займає 8-ме місце у світі, та друге у США після водоспаду Олоупена.